# Mayrornis
Mayrornis là một chi chim trong họ Monarchidae.

## Từ nguyên
Tên gọi Mayrornis là từ ghép. Phần thứ nhất Mayr là để tưởng nhớ Ernst Walter Mayr - một nhà điểu học kiêm nhà phân loại học người Đức. Phần thứ hai ornis có nguồn gốc từ tiếng Hy Lạp để chỉ "chim".

## Các loài
- Mayrornis schistaceus
- Mayrornis versicolor
- Mayrornis lessoni